# 11348 Аллегра
11348 Аллегра (1997 BG9, 1976 YC5, 1993 JP1, 11348 Allegra) — астероїд головного поясу, відкритий 30 січня 1997 року.
Тіссеранів параметр щодо Юпітера — 3,301.